# War Child (musikalbum)
War Child är ett musikalbum av den brittiska gruppen Jethro Tull, utgivet 1974. Det blev tvåa på Billboards albumlista.

## Låtlista
Sida 1
1. "War Child" – 4:35
2. "Queen and Country" – 3:00
3. "Ladies" – 3:17
4. "Back-Door Angels" – 5:30
5. "Sealion" – 3:37

Sida 2
1. "Skating Away on the Thin Ice of the New Day" – 4:09
2. "Bungle in the Jungle" – 3:35
3. "Only Solitaire" – 1:38
4. "The Third Hoorah" – 4:49
5. "Two Fingers" – 5:11

- Samtliga låtar skrivna av Ian Anderson.

## Medverkande
Jethro Tull
- Ian Anderson – sång, flöjt, akustisk gitarr, saxofon
- Martin Barre – elektrisk gitarr, spansk gitarr
- John Evan – piano, orgel, synthesizer, dragspel
- Jeffrey Hammond – sång, tal (på "Sealion II"), basgitarr, kontrabas
- Barriemore Barlow – trummor, percussion

Produktion
- Ian Anderson – musikproducent
- Terry Ellis – musikproducent
- David Palmer – arrangement
- Robin Black – ljudtekniker